# Micropsectra davigra
Micropsectra davigra är en tvåvingeart som beskrevs av Gilca 2006. Micropsectra davigra ingår i släktet Micropsectra och familjen fjädermyggor.
Artens utbredningsområde är Polen. Inga underarter finns listade i Catalogue of Life.